# Félines (Ardèche)
Félines é uma comuna francesa na região administrativa de Auvérnia-Ródano-Alpes, no departamento de Ardèche. Estende-se por uma área de 14 km². Em 2010 a comuna tinha 1 720 habitantes (densidade: 122,9 hab./km²).